# زاوية سيدي عبد العزيز
زاوية سيدي عبد العزيز هيَ زاوية في مدينة مراكش المغربيَّة. إنها تتمحور حول قبر من علماء المسلمين والصوفية قديس سيدي أبو فارس عبد العزيز عبد الحق التباع، الذي تُوفي في مراكش في 1508. يعتبر سيدي عبد العزيز أحد القديسين السبعة في مراكش، وكان قبره محطة بارزة للوافدين إلى مراكش. تقع الزاوية في شارع المواسين (شارع المواسين) عند تقاطعها مع شارع أمصفة.

## خلفية تاريخية
كان سيدي عبد العزيز التباع أهم تلميذ للمعلم الصوفي الجزولي الذي توفي عام 1465 ووجد ضريحه أيضًا في مراكش (بعد أن نقل السعديون جثته إلى هناك في 1523-24). اكتسب التباع، وهو مواطنٌ من مراكش، شهرته أثناء التدريس في مدرسة العطارين بفاس وأصبح يُنظر إليه على أنه الخلف الروحي للجزولي. جنبًا إلى جنب معَ الجزولي وخمسة آخرين، قال أنه جاء أيضًا لأن يُعتبر واحد من القديسين السبعة في مراكش (مؤسسة دينية أنشئت رسميا من قبل السلطان مولاي إسماعيل)، واعتُبر شفيع مدينة الدباغين على وجه الخصوص. ومن بين هؤلاء القديسين السبعة أيضًا سيدي عبد الله الغزواني الذي كان هو نفسه تلميذًا وخليفة لسيدي عبد العزيز ودُفن لاحقًا في زاوية أخرى في الجنوب.
يقدم مجمع الزاوية مزيجًا من العمارة السعديّة والعمارة العلوية فيما بعد. شُكِّل الضريح لأول مرة في عهد السعديين في أوائل القرن السادس عشر.:274 ومع ذلك، وفقًا لجاستون ديفيردون (الباحث الفرنسي الذي استُشهد بعمله في مراكش بشكل كبير)، فإن المبنى الحالي يعودُ إلى عهد مولاي محمد بن عبد الله (حاكم مراكش بعد 1746 والسلطان 1757-1790)، وهو المسؤول عن البناء. وترميم العديد من المعالم الأثرية في المدينة.  :509

## معرض الصور

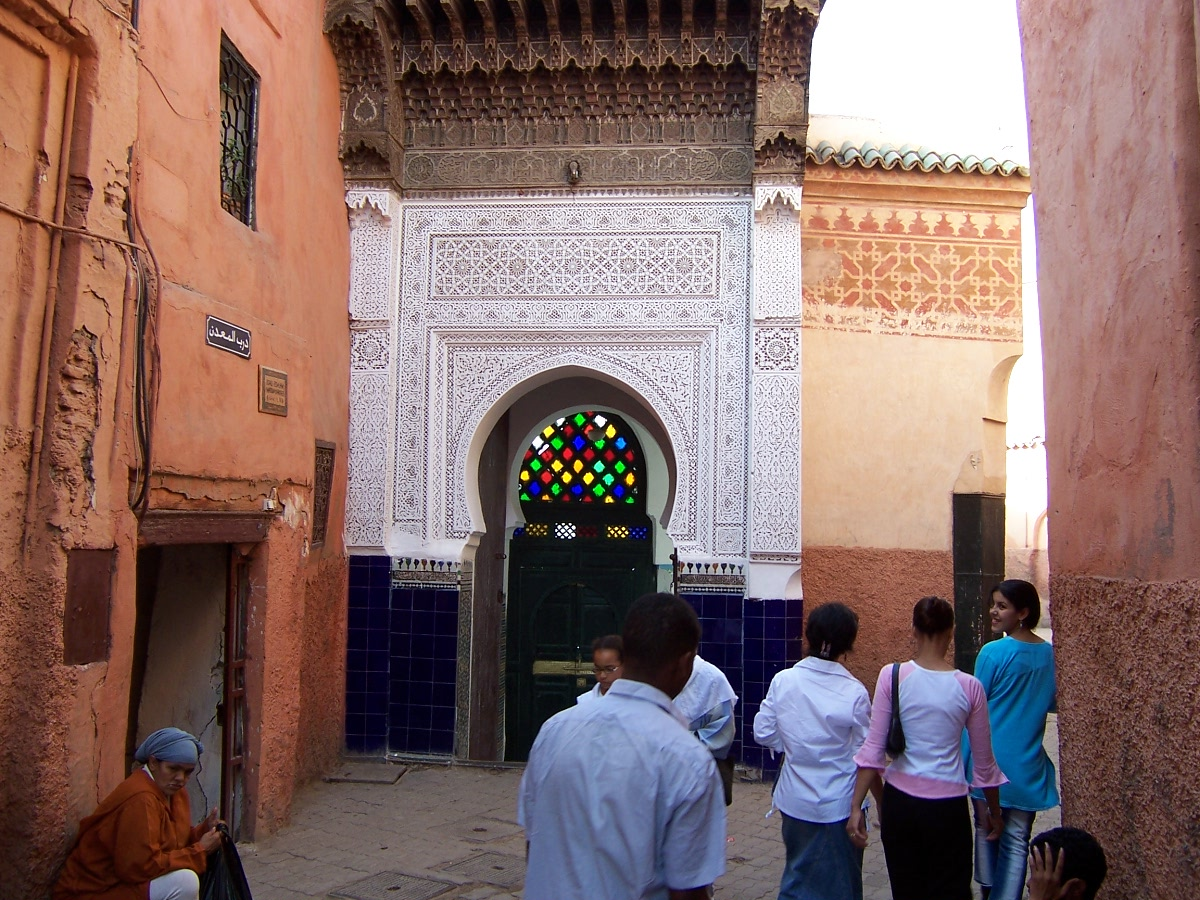
مدخل الزاوية.
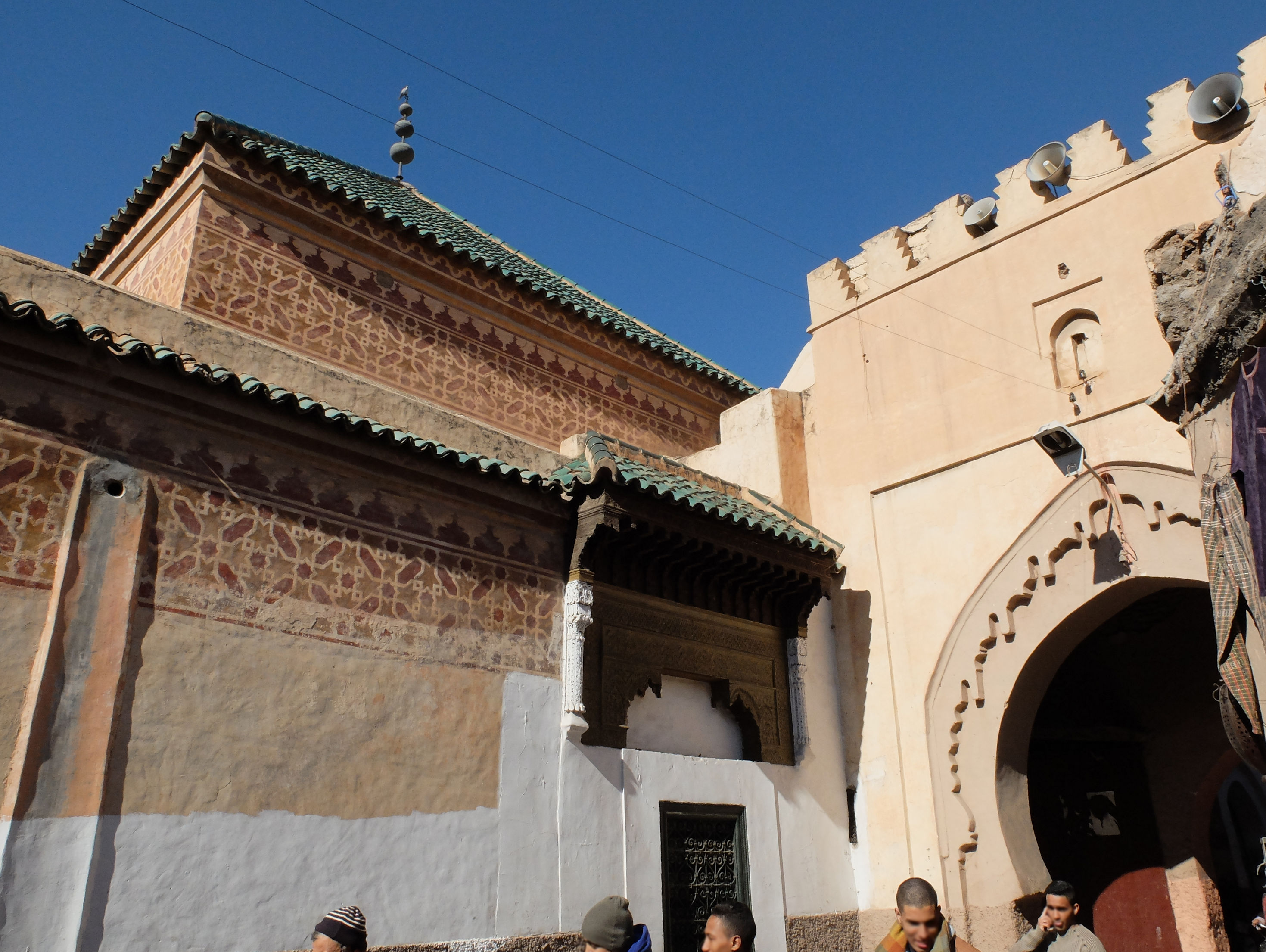
الجهة الشرقية للزاوية من الشارع. يشير السقف الأخضر الهرمي إلى الضريح.

## وصلات خارجية
- زاوية سيدي عبد العزيز التباع في Archnet (تتضمن صور من داخل المسجد)